# Liste de musées par pays
 (juin 2024).
Si vous disposez d'ouvrages ou d'articles de référence ou si vous connaissez des sites web de qualité traitant du thème abordé ici, merci de compléter l'article en donnant les références utiles à sa vérifiabilité et en les liant à la section « Notes et références ».
Cette liste des musées par pays est une liste des institutions qui recueillent et prennent soin des objets d'intérêt culturel, artistique, scientifique ou historique et qui font que leurs collections ou expositions liées soient disponibles à la vue du public. Les musées qui n'existent que dans le cyberespace (c.-à-dire, les musées virtuels) ne sont pas inclus.
Cette liste comprend aussi les organismes sans but lucratif, les entités gouvernementales et des entreprises privées. Pour des listes plus spécialisées, voir Liste de musées d'histoire naturelle, Liste des musées du transport, Liste de musées de véhicules hippomobiles, Liste de musées aéronautiques, Liste de musées ferroviaires, Liste de musées gréco-romains, Musées maritimes, Liste de bateaux-musée, Liste des musées de la pomme de terre, ...
Selon Museums of the World, il y a environ 55 000 musées dans le monde, répartis dans 202 pays.

## Afrique

### Afrique du Sud
- Johannesbourg et Soweto
  - Musée de l'apartheid
  - Mémorial et musée Hector Pieterson
  - Musée Nelson-Mandela de Soweto
  - Johannesburg Art Gallery
  - MuseuMAfricA
- Le Cap
  - Fort de Bonne-Espérance
  - Musée du district six
  - Robben Island (au large du Cap)
  - Musée Zeitz d'art contemporain d'Afrique
- Pretoria
  - Fort Schanskop
  - Freedom Park
  - Kruger House Museum
  - Melrose House
  - Musée du Transvaal
  - Voortrekker Monument
- Bloemfontein
  - Musée d'art Oliewenhuis
  - Musée de la guerre des Boers
  - Musée national de Bloemfontein
  - Old Presidency
  - Premier raadsaal de l'État libre d'Orange
- Autres villes 
  - Muséum Albany à Grahamstown
  - McGregor Museum à Kimberley
  - National Cultural History Museum Collections Management, à Lyttelton

### Angola
- Historia Natural de Luanda
- Museu Nacional de Antropologia
- Musée Régional de Dundo
- Museu Central das Forças Armadas
- Musée national de l'esclavage de Luanda

### Botswana
- Musée national du Botswana à Gaborone
- Khama III Memorial Museum à Serowe
- Phuthadikobo Museum à Mochudi
- Supa Ngwao Museum à Francistown
- Kgosi Bathoen II (Segopotso) Museum
- Kgosi Sechele I Museum
- Nhabe Museum

### Burkina Faso
- Ouagadougou
  - Musée de la musique
  - Musée national du Burkina Faso
  - Musée provincial du Sanmatenga
  - Musée de Kaya
  - Musée Belem Yingre de Manéga
  - Musée de la Termitière de Manéga
- Autres villes
  - Musée des civilisations du sud-ouest, à Poni
  - Musée provincial du Houët, à Bobo-Dioulasso

### Cap-Vert
- Praia
  - Musée ethnographique de Praia
  - Museu de Documentos Especiais
  - Arquivo Historico Nacional
  - Cape Verde Kite Museum
- São Filipe
  - Musée municipal de São Filipe
- Santiago
  - Musée de Tabanka (musique)

### Comores
- Musée national des Comores

### Côte d'Ivoire
- Abidjan
  - Musée des Armées
  - Musée des civilisations de Côte d'Ivoire
  - Musée municipal d'art contemporain de Cocody
  - Musée des cultures contemporaines Adama-Toungara[2]
  - Musée Combes de Bingerville
- Abengourou
  - Musée Binger de Zaranou
  - Musée Charles-et-Marguerite-Bieth
- Autres villes
  - Musée Adja Swa, à Yamoussoukro
  - Musée Adjoman Mihin Raphaël, à Vavoua
  - Musée du Parc M'Ploussoue de Bonoua, à Bonoua
  - Musée Don Bosco, à Duékoué
  - Musée privé de Ndouci, à N'douci
  - Musée national du costume, à Grand-Bassam
  - Musée d’art contemporain de Grand-Bassam (en construction)
  - Musée Régional Peleforo Gbon Coulibaly, à Korhogo
  - Musée Aniaba à Assinie

### Érythrée
- National Museum of Eritrea
- Northern Red Sea Regional Museum
- Southern Red Sea National Museum

### Eswatini
- Village culturel de l'Eswatini

### Éthiopie
- Musée national d'Éthiopie à Addis-Abeba
- Rimbaud Museum
- Zoological Museum
- Musée ethnologique à Addis-Abeba
- Musée des arts et des sciences d'Éthiopie à Addis-Abeba

### Eswatini
- Village culturel de l'Eswatini

### Gabon
- Musée national du Gabon

### Gambie
- Banjul
  - Arch 22 Museum
  - Tanje Village Museum
  - Musée national de Gambie
  - the Museum of Slavery
  - the Slave Trade Exhibition
  - Wassu Stone Circle

### Ghana
- Accra
  - Musée de géologie (Geology Museum - University of Ghana, Legon)
  - Geological Survey Departement Museum
  - Ghana Herbarium Departement of Botany - University of Legon
  - Museum of Ethnography - Institute of African Studies
  - Museum of Science and Technology
  - Musée national du Ghana
  - Musée de la culture panafricaine W.E.B. Dubois (W.E.B. Dubois Memorial Centre for Pan African Culture)
  - Parc commémoratif Kwame Nkurumah
- Cape Coast
  - Musée du château de Cape Coast (Cape Coast Castle Museum)
  - Elmina Castle Museum (St George's Castle)
  - Musée des disques de gramophones et Centre de recherche (Gramophone Records Museum and Research Center)
- Kumasi
  - Ghana Armed Force Museum
  - Musée Prempeh Jubilee
- Autres villes
  - Aburi Botanical Gardens, à Aburi
  - Musée du palace de Manhyia, à Kumasi
  - Museum of Archaeology - University of Ghana, à Legon
  - Musée New Juben Palace, à Koforidua
  - Upper East Regional Museum, à Bolgatanga
  - Musée régional de Volta, à Ho
  - Musée Yaa Asantewaa, à Ejusu

### Guinée équatoriale
- Musée d'Art moderne de la Guinée équatoriale

### Guinée-Bissau
- Museu Etnographico Nacional, à Bissau

### Lesotho
- Morija Museum & Archives

### Libéria
- Monrovia
  - Musée Africana
  - Musée de Besao
  - Musée Harper
  - Musée national du Liberia
  - Centre de la culture africaine William Tubman

### Libye
- Musée de Ghadamès
- Musée As-Saraya al-Hamra de Tripoli
- Musée Germa
- Musée historique de Bani Walid

### Madagascar
- Antananarivo
  - Palais d'Andafiavaratra
  - Musée d'ethnologie et de paléontologie
  - Parc botanique et zoologique de Tsimbazaza
  - Musée d'Art et d'Archéologie de l'Université de Madagascar
  - Musée national de géologie
  - Musée du Pirate (privé)
  - Musée Vazimba Museum (commune d'Alasora)
  - Musée de Lohavohitra (privé)
  - Musée de la photographie de Madagascar
  - Musée Rainilaiarivony
  - Musée Jean Laborde à Mantasoa (association)
- Fenoarivo Atsinanana
  - Musée LAMPY
- Fianarantsoa
  - Musée Faniahy de l'Université de Fianarantsoa

- Moramanga
  - Musée National de la Gendarmerie
  - Musée Andasibe
- Mahajanga
  - Mozea Akiba de l'Université de Mahajanga
- Nosy Be
  - Musée du Centre National de Recherches Océanographiques (CNRO)
- Toamasina
  - Musée CEREL de l'Université de Toamasina
  - Musée Vavitiana
  - Musée du Port de Toamasina
  - Musée flottant du Canal des Pangalanes
- Tôlanaro
  - Musée Anosy et Forteresse Flacourt
  - Musée Arembelo Androy Berenty (privé)
  - Musée Andohahela
- Toliara
  - Musée CEDRATOM de l'Université de Toliara

### Malawi
- Musée du transport à Limbe.
- Chamare Museum & Research Centre
- Chichiri Museum
- Cultural & Museum Centre Karonga
- Lake Malawi Museum
- Kungoni
- Mtengatenga Postal Museum
- Mtengatenga Museum
- Mzuzu Regional Museum
- Top Mandala Museum

### Mali
- - Bamako
  - Laboratoire d'archéologie - Institut des Sciences Humaines (I.S.H.)
  - Mémorial Modibo Keita
  - Musée de la Femme Muso Kunda
  - Musée national du Mali
- Autres villes 
  - Musée de Site de Djenne - Mission Culturelle de Djenne, à Djenné
  - Musée Dogon de Fombori - Banque Culturelle de Fombori, à Douentza
  - Musée du Sahel, à Gao
  - Musée municipal de Tombouctou - Mission culturelle de Tombouctou, à Tombouctou

### Maurice
- Port-Louis
  - Blue Penny Museum
  - Musée du coquillage de Port-Louis
  - Musée de l'immigration chinoise
  - Musée de la photographie de l'île Maurice
  - Musée de la Poste mauricienne
  - Musée d'histoire naturelle de l'île Maurice
  - Musée intercontinental de l'Esclavage
- Autres villes 
  - Musée naval de l'île Maurice à Mahébourg
  - Coolie Museum à Moka
  - L'Aventure du Sucre à Pamplemousses

### Mozambique
- Eduardo Mondlane University Museum of Natural History
- Museu da Revolução
- Museu de História Natural (Mozambique)
- Museu Nacional da Moeda (Mozambique)
- Museu Nacional de Arte (Mozambique)
- Museu Nacional de Etnologia (Mozambique)
- Museu Nacional de Geologia (Mozambique)
- Museu Regional de Inhambane
- Museus da Ilha de Moçambique

### Namibie
- Alte Feste
- Duwisib Castle Museum
- Geological Survey Museum
- National Museum of Namibia, à Windhoek
- Museums Association of Namibia
- Ombalantu baobab tree
- Outjo Museum
- Swakopmund Museum

### Niger
- Niamey
  - Conservation d'archéologie - Institut de Recherches en Science Humaines
  - Musée national Boubou-Hama
- Autres villes
  - Musée régional de Dosso, à Dosso
  - Musée régional de Zinder, à Zinder

### Ouganda
- Ankole cultural drama actor's museum
- Attitude change museum
- Bulemba Museum
- Bukonzo Cultural Association Museum
- Bunyoro Community Historical Museum Associates
- Busoga Cultural Museum
- Butambala heritage center of Civilization
- Batwa Cultural Experience- Museum trail
- Cultural Research centre Museum
- C.K Kikonyogo Money Museum
- Gakondo Cultural Museum
- Ham Mukasa Museum
- Igongo Cultural Centre
- Iteso Cultural union Museum
- Karamoja Museum
- Kabale Museum
- Nyamyarro Museum
- Uganda Museum
- Uganda Marty's University Museum
- Soroti Museum
- St.Luke Community Museum
- Zoological Museum at Makerere University

### République centrafricaine
- Musée national Barthélemy-Boganda, à Bangui
- Musée Labasso à Bangassou (1975)
- Musée provincial à Ippy (1985)[3]

### République démocratique du Congo
- Musée national de la république démocratique du Congo, à Kinshasa
- Musée national de Lubumbashi

### République du Congo
- Musée du Cercle africain, à Pointe-Noire
- Nouveau musée Mâ Loango de Diosso, à Pointe-Noire
- Musée Kiebe-Kiebe, à Oyo

### Rwanda
- Musée national du Rwanda (ou Musée ethnographique) à Butare
- Musée du Palais royal à Nyanza
- Kandt House Museum of Natural History
- Centre du mémorial du génocide à Kigali Gisozi
- Musée d'art de Rwesero
- Centre commémoratif du génocide à Murambi
- Mémorial du génocide à Ntarama
- Mémorial du génocide à Nyamata
- Musée de la campagne contre le génocide à Kigali

### Sao Tomé-et-Principe
- Musée national de Sao Tomé-et-Principe à Sao Tomé

### Sénégal
- Dakar
  - Galerie nationale d'Art
  - Musée Boribana
  - Musée Théodore-Monod d'Art africain (IFAN/Cheikh Anta Diop)
  - Musée des Forces armées sénégalaises
  - Musée Senghor - Fondation Léopold Sédar Senghor
  - Musée des civilisations noires
  - Musée dynamique de Dakar (ancien musée, fermé en 1988)
- Gorée
  - Musée historique du Sénégal à Gorée (IFAN/Cheikh Anta Diop)
  - Musée de la Mer (IFAN/Cheikh Anta Diop)
  - Maison des Esclaves
  - Musée de la Femme Henriette-Bathily
- Saint-Louis
  - Musée du Centre de recherches et de documentation du Sénégal à Saint-Louis
- Autres villes 
  - Maison de la Culture Diola, à Ziguinchor
  - Musée régional de Tambacounda, à Tambacounda
  - Musée régional de Thiès, à Thiès
  - Musée géologique africain - Direction des Mines et de la Géologie
  - Mahicao, musée d'art et d'histoire de l'Afrique de l'ouest, à Djilor (Sine Saloum)

### Seychelles
- National Museum of Natural History, Seychelles
- National Cultural Centre, Seychelles
- People's National Party Museum, Seychelles
- Praslin Museum
- Seychelles Natural History Museum
- Seychelles People Defence Forces Museum

### Sierra Leone
- Musée national de Sierra Leone, à Freetown

### Somalie
- Hargeisa Provincial Museum
- National Museum of Somalia

### Soudan
- Khalifa House Museum
- Musée national du Soudan

### Soudan du Sud
- South Sudan National Museum

### Tanzanie
- Musée national de Tanzanie, consortium regroupant le musée national de Dar-es-salaam, le musée Nyerere, le musée de la Déclaration d'Arusha, et le musée du village.
- National Natural History Museum
- Olduvai Gorge Museum
- Musée du Palais, à Zanzibar
- House of Wonders à Zanzibar
- Shinyanga Mazingira Museum
- Singida Museum
- Sukuma Museum

### Tchad
- Musée national du Tchad

### Togo
- Lomé
  - Musée géologique et minéralogique - Direction des Mines et de la Géologie
  - Musée national du Togo
  - Musée International du Golfe de Guinée
  - Palais de Lomé
- Autres villes 
  - Musée Agbedigo Gaston, à Adéta
  - Musée régional de Kara, à Kara
  - Musée régional des Savanes, à Dapaong
  - Musée régional du Centre, Sokode, à Sokodé
  - Musée régional d'Histoire et d'ethnographie, à Aného

### Zambie
- Musée de la communauté Zintu, à Lusaka
- Musée du Copperbelt, à Ndola
- Musée de Livingstone, à Livingstone
- Musée Moto Moto, à Mbala
- Musée national de Lusaka, à Lusaka

### Zimbabwe
- Bulawayo Railway Museum
- Gweru Museum
- Mutare Museum
- National gallery Zimbabwe
- National Mining Museum, Zimbabwe
- National Museum of Zimbabwe
- Natural History Museum of Zimbabwe
- Queen Victoria Museum
- Zimbabwe Military Museum
- Zimbabwe Museum of Human Sciences

## Amérique

### Anguilla
- Heritage Museum

### Antigua-et-Barbuda
- Musée d'Antigua-et-Barbuda à Saint John's
- Musée des chantiers navals à Saint John's
- Betty's Hope Museum

### Argentine
- Buenos Aires
  - ARA Presidente Sarmiento
  - ARA Uruguay
  - Musée d'art latino-américain
  - Musée historique national d'Argentine
  - Musée national des beaux-arts d'Argentine
  - Musée d'art moderne de Buenos Aires
  - Musée argentin des sciences naturelles
  - Musée Malvinas e Islas del Atlántico Sur
  - Palais des eaux courantes (musée du patrimoine historique)
  - Musée Carlos Gardel
  - Cabildo de Buenos Aires (Musée historique national du Cabildo et de la révolution de Mai)
  - Musée d'Art contemporain de Buenos Aires
  - USS Cahuilla (ATF-152)
- Autres villes
  - Museo Carmen Funes à Plaza Huincul
  - Musée d'Art contemporain de Rosario
  - Musée du Bout du Monde à Ushuaïa
  - Musée Acatushun
  - Museo Usina Molet (Province de Córdoba)
  - Cabildo de Córdoba (musée municipal)
  - Musée de Paléontologie Egidio Feruglio

### Aruba
- Musée national archéologique d'Aruba à Oranjestad
- Musée historique d'Aruba à Oranjestad
- Musée des Antiquités d'Aruba à Paradera
- Musée de l'aloès d'Aruba au nord-ouest d'Oranjestad
- Musée de la Bible A. van den Doel à Oranjestad
- Musée du train miniature à Sint Nicolaas
- Musée du sport d'Aruba à Oranjestad

### Bahamas
- Bahamas Historical Society Museum
- National Art Gallery of The Bahamas
- Bibliothèque publique de Nassau
- Pompey Museum of Slavery & Emancipation
- Balcony House Museum
- Long Island Museum

### Barbade
- Barbados Museum & Historical Society

### Belize
- Ambergis Museum
- Belize Archaeology Museum
- Bliss Institute
- Image Factory Art Foundation and Gallery
- Maritime Museum (Belize)
- Museum of Belize

### Bermudes
- Musée national des Bermudes à Hamilton
- Musée de la Société historique des Bermudes à Hamilton
- Musée de la Société historique de Saint George's à Saint George's
- Musée du patrimoine bermudien à Saint George's
- Musée de la maison Carter à Saint George's
- Masterworks Museum of Bermuda Art

### Bolivie
- Coca Museum
- National Museum of Archaeology
- Art Museum of Antonio Paredes Candia
- Museo San Francisco Cultural Center
- Casa de la Moneda de Bolivia
- Casa de Murillo

### Bonaire
- Musée en plein air Tanki Maraka.
- Musée Terramar.
- Musée d'histoire naturelle de Bonaire.

### Chili

#### Santiago
- Musée d'Art populaire américain
- Musée national des Beaux-Arts (Chili)
- Musée national d'histoire naturelle du Chili
- Musée chilien d'art précolombien
- Musée de la mémoire et des droits de l'homme

#### Autres villes
- Musée Nao Victoria à Punta Arenas
- Musée à ciel ouvert de Valparaíso
- Casa de Isla Negra

### Costa Rica
- Liste de musées au Costa Rica (en)

### Cuba
- Bahía Honda Municipal Museum
- Baraguá Municipal Museum
- Bauta Municipal Museum
- Candelaria Municipal Museum
- Che Guevara Mausoleum
- Consolación del Sur Municipal Museum
- Colon Cemetery, Havana
- Depósito del Automóvil
- Finca la Vigía
- Granma (yacht)
- Guanajay Municipal Museum
- Guane Municipal Museum
- Güines Municipal Museum
- Güira de Melena Municipal Museum
- Guisa Municipal Museum
- José Martí Memorial
- La Cabaña
- Mariel Municipal Museum
- Morón Municipal Museum
- Museo Abel Santamaría Cuadrado
- Museo del Aire (Cuba)
- Museo Histórico Provincial de Matanzas
- Musée national des beaux-arts de Cuba à La Havane
- Museum of Decorative Arts, Havana
- Musée de la Révolution à La Havane
- Napoleon Museum (Havana)
- Palacio Brunet à Trinidad
- Presidio Modelo
- Quivicán Municipal Museum
- San Antonio de los Baños Municipal Museum
- San Cristóbal Municipal Museum
- San José de las Lajas Municipal Museum
- San Juan y Martínez Municipal Museum
- San Luis Municipal Museum
- San Nicolás de Bari Municipal Museum
- Sandino Municipal Museum
- Tren Blindado à Santa Clara
- Vertientes Municipal Museum
- Viñales Municipal Museum
- Musée provincial de Villa Clara

### Curaçao
- Musée du Fort Rif à Willemstad
- Musée de Curaçao à Willemstad
- Musée maritime de Curaçao à Willemstad
- Musée national d'anthropologie archéologique de Curaçao à Willemstad
- Jewish Cultural Historical Museum
- Post Museum
- Fort Church Museum
- Musée Kura Hulanda à Willemstad
- Musée de la numismatique à Willemstad
- Musée Octogone à Willemstad
- Musée Savonet de Curaçao au nord-ouest de Willemstad
- Musée Tula de Curaçao au nord-ouest de Willemstad

### Dominique
- The Dominica Museum

### Équateur
- Alabado House Pre-Columbian Art Museum
- Alberto Mena Caamaño Museum
- Benjamín Carrión Palace
- Palais Carondelet
- Casa de la Cultura Ecuatoriana
- Casa del Alabado Museum of Pre-Columbian Art
- City Museum (Quito)
- Ciudad Mitad del mundo
- Cochasquí
- Ecuador National Museum of Medicine
- Guayaquil Municipal Museum
- Gustavo Orcés V. Natural History Museum
- La Capilla del Hombre
- Luis Adolfo Noboa Naranjo Museum
- Martínez-Holguín House Museum
- Metropolitan Cultural Center
- Museo Antropologico y de Arte Contemporaneo
- Museo Camilo Egas
- Old Cathedral of Cuenca
- Presley Norton Museum
- Quito Astronomical Observatory
- Sucre House

### Grenade
- Grenada National Museum

### Guatemala
- Liste de musées au Guatemala (en)

### Guyana
- Guyana National Museum
- Walter Roth Museum of Anthropology

### Haïti
- Expressions Art Gallery
- Musee de Guahaba
- Museé d'Art Nader
- Musée du Bureau d’Ethnologie
- Musée du Panthéon national haïtien à Port-au-Prince
- Musée du Peuple de Fermathe
- Musée Georges Liautaud
- Musée Ogier
- Musée Vaudou (Collection Marianne Lehmann)
- National Museum of Art, Haiti
- National Museum of Haiti
- Parc historique de la Canne à Sucre à Port-au-Prince
- Sans-Souci Palace and the Citadelle Laferrière

### Honduras
- Galeria Nacional de Arte (Honduras)
- Honduran Aviation Museum
- Museo Arqueologico de Comayagua
- Museo de Antropología e Historia de San Pedro Sula
- Museo de la Fortaleza de San Fernando de Omoa
- Museo de la Identidad Nacional
- Museo de la Naturaleza (Honduras)
- Museo de las mariposas (Honduras)
- Museo de las telecomunicaciones (Honduras)
- Museo de los Naranjos
- Museo de los Palacios
- Museo de Trujillo
- Museo del Hombre Hondureño
- Museo Numismatico "Rigoberto Borjas"
- Museo Pequeño Sula para la Infancia
- Museo Santa María de los Angeles
- Parque Arqueológico Cuevas de Talgua

### Îles Caïmans
- Mission House à Bodden Town
- Musée national des Îles Caïmans à George Town
- Musée de l'automobile à West Bay
- Musée de Cayman Brac sur l'île de Cayman Brac
- École de rang de Savannah sur l'île de Grand Cayman

### Montserrat
- Montserrat Volcano Observatory

### Nicaragua
- Liste de musées au Nicaragua (en)

### Paraguay
- Casa de la Independencia Museum
- Botanical Garden and Zoo of Asunción, (Museum of Natural History and Indigenous culture)
- Museo Nacional de Bellas Artes de Asunción
- Mythical Museum Ramón Elías
- Gaspar Rodríguez de Francia Museum
- Museo Memoria de la Ciudad
- Museo del Barro
- Museo de Arte Sacro de la Fundación Nicolás Darío Latourrette Bo
- Museo Etnográfico Doctor Andrés Barbero
- Museo Mitológico Ramón Elías
- Museo San Rafael (Itaguá, Paraguay)
- Musée du football sud-américain, à Luque

### Porto Rico
- Liste de musées à Porto Rico (en)

### République Dominicaine
- Alcázar de Colón
- Columbus Lighthouse
- Fortaleza San Felipe
- Fortaleza San Luis
- Museo Bellapart
- Museo de las Casas Reales
- Museo del Hombre Dominicano

### Saba
- Musée néerlandais de Saba à Windwardside
- Musée Harry L. Johnson à Windwardside
- Musée Major Osman Ralph Simmons à The Bottom

### Saint-Barthélemy
- Wall House Museum
- Musée Municipal de Saint-Barthélemy
- Kalinas & Tainos
- Inter Oceans Museum

### Saint-Christophe-et-Niévès
- Musée national de Saint-Christophe-et-Niévès à Basseterre
- Musée d'histoire de Niévès à Charlestown
- Maison Hamilton à Charlestown
- Saint Christopher Heritage Society
- Village historique névicien à Gingerland
- Glass Island Designz
- Musée Horatio Nelson à Charlestown

### Salvador
- El Museo Aja
- Museo de Escultura Enrique Salaverría
- Museo de la Televisión y el Cine Salvadoreño
- Museo de la Palabra y la Imagen
- Museo de Arte Popular (El Salvador)
- Museo de la Ciudad (El Salvador)
- Museo de Historia de la Fuerza Armada (El Salvador)
- Museo Regional de Occidente
- Museo Regional de Oriente
- Museo de la Revolución (El Salvador)
- Museo de Joya de Cerén
- Museo de San Andrés
- Museo del Tazumal
- Casa Blanca (El Salvador)

### Suriname
- Maritime Museum of the MAS
- Numismatic Museum of the Central Bank
- Surinaams Museum

### Trinité-et-Tobago
- National Museum and Art Gallery (Trinité-et-Tobago)
- Angostura Museum & the Barcant Butterfly Collection
- Indian Caribbean Museum of Trinidad and Tobago
- Luise Kimme's Museum
- Moruga Museum
- Museum of Tobago History
- Toco Folk Museum

### Venezuela
- Musée d'Art contemporain de Caracas
- Musée des Beaux-Arts de Caracas
- Museo Aeronáutico de Maracay (es)
- Museo de los Niños (es)
- Museo de Arte Moderno Jesús Soto (es)
- Salón de la fama y museo del béisbol venezolano (es)

## Asie

### Afghanistan
- Musée national afghan de Kaboul

### Arabie saoudite
- Centre du roi Abdelaziz pour la connaissance et la culture à Dhahran

### Bahreïn
- Musée national de Bahreïn, à Manama
- Beit Al Qur'an, à Manama

### Bangladesh
- Musée national du Bangladesh, à Dacca
- Musée Zainul Abedin, à Mymensingh

### Cambodge

#### Phnom Penh
- Choeung Ek
- Musée national du Cambodge
- Palais royal de Phnom Penh, la plus grande partie se visite
- Musée de Tuol Sleng ou prison S21

#### Siem Reap
- Musée cambodgien des mines terrestres
- Village de la culture cambodgienne

#### Autres villes
- Musée provincial de Kampot

### Chine, Hong Kong et Macao

#### Macao
- Musée d'Art de Macao
- Museu de Macau
- Museu marítimo de Macau
- Musée du Vin ((pt) Museu do Vinho)
- Museu de Arte Sacra e Cripta dans l'enceinte de l'église de la Mère-de-Dieu de Macao

### Émirats arabes unis
- Guggenheim Abou Dabi (ouverture prévue en 2025)
- Louvre Abou Dabi
- Musée de Dubaï
- Musée national Zayed (ouverture prévue en 2025)

### Indonésie

#### Bandung
- Musée Geologi
- Musée de la Conférence Afro-Asiatique

#### Jakarta
- Musée du Général Abdul Haris Nasution
- Musée national d'Indonésie
- Musée Sasmita Loka Ahmad Yani
- Musée du wayang
- Musée d'Art moderne et contemporain de Nusantara
- Musée du textile

#### Autres villes
- Musée d'art Agung Rai (ARMA), à Ubud, Bali
- Musée Don Antonio Blanco, Ubud, Bali
- Musée du chemin de fer d'Ambarawa
- Musée Rudana: musée d'art de Bali, à Peliatan sur l'ile de Bali
- Mpu Tantular: musée national de Java Est, à Surabaya
- Musée national de Jogja, à Yogyakarta
- Muséum de zoologie de Bogor

### Irak
- Musée national d'Irak, à Bagdad
- Musée de Bassorah
- Musée de Mossoul
- Musée Sulaymaniyah

### Iran

#### Téhéran
- Joyaux de la Couronne iranienne conservés à la Banque centrale d'Iran
- Musée d'Art contemporain de Téhéran
- Musée du tapis
- Musée du verre et de la céramique de Téhéran
- Musée national d'Iran
- Musée Reza-Abbasi
- Musée de la révolution islamique et de la défense sacrée
- Prison de Qasr

#### Chiraz
- Musée Pars
- Musée de la citadelle de Karim Khan
- Jardin d'Eram

#### Autres villes
- Hammam d'Amir Ahmad à Kachan
- Musée paléolithique du Zagros, à Kermanchah
- Musée d'Azerbaïdjan à Tabriz
- Musée de l'Âge du fer de Tabriz
- Château de Shush à Suse
- Musée de l'eau de Yazd

### Jordanie
- Jabal al-Qal'a, à Amman
- Musée royal des chars, à Amman
- Musée archéologique d'Aqaba
- Musée Pella

### Kirghizistan
- Musée de la tour Burana, près de Tokmok

### Laos
- Musée provincial de Champassak (en) (Pakse)
- Vat Phra Kèo (Haw Phra Kaew, Vientiane), ancien temple royal, transformé en musée d'art religieux
- Musée Kaysone Phomvihane (en) (Vientiane)
- Musée national du Laos (Vientiane)
- Musée de Luang Namtha (en)
- Palais royal de Luang Prabang

### Liban

#### Beyrouth
- Musée national de Beyrouth
- Musée de l'Archéologie
- Musée Sursock
- Palais Sursock
- Musée des merveilles de la mer
- Musée de Préhistoire libanaise
- Musée de l'université américaine
- Musée de Cilicie - Catholicossat arménien
- Musée privé Robert Mouawad
- Musée de Fayrouz
- Musée d'Art moderne et contemporain
- MIM
- Beirut Art Center

#### Autres villes
- Musée du patrimoine libanais, à Jounieh
- Musée du savon, à Sidon
- Musée de la cire, à Byblos
- Musée des fossiles, à Byblos
- Musée du château de Gibelet, à Byblos
- Orphelins du Génocide des Arméniens - Musée « Aram Bezikian », à Byblos[4]
- Musée de la soie à Bsous
- Centre de mlita au sud Liban
- Musée de Baalbek
- Musée Gibran, à Bcharré
- Palais Moussa au Chouf
- Musée du palais de Beiteddine au Chouf
- Musée d'Elias Abou Chabke
- Musée Amin El Rihani
- Château Saint-Gilles (Musée du Liban Nord & du Akkar) à Tripoli

### Malaisie
- Maritime Archaeology Museum, à Malacca
- Musée du Palais du sultanat de Malacca
- Musée de Sarawak
- Musée des arts islamiques de Malaisie, à Kuala Lumpur

### Népal
- Patan Museum
- Musée de Gorkha
- Musée du Palais de Tansen

### Ouzbékistan
- Palais d'été de Boukhara
- Médersa Islam Khodja (musée des arts appliqués) à Khiva
- Musée Igor-Savitsky, à Noukous
- Musée des Arts appliqués de Tachkent
- Musée des arts d'Ouzbékistan à Tachkent
- Musée national d'histoire et de culture de la région de Kashkadarya
- Musée d'État d'histoire et de culture de la région de Namangan
- Musée d'histoire d'Afrasiab
- Musée de la Maison d'Oural Tansikbayev
- Musée des traditions locales de la République du Karakalpakstan
- Musée littéraire et artistique de la région d'Andijan, à la Mosquée Jame d'Andijan

### Pakistan
- Pakistan Air Force Museum, à Shahra-e-Faisal
- MagnifiScience Centre, à Karachi
- Mine de sel de Khewra
- Musée national du Pakistan, à Karachi
- Musée de la marine pakistanaise, à Karachi

### Philippines
- Musée métropolitain de Manille
- Musée national des Philippines, dont Musée du peuple philippin, à Manille

### Qatar

#### Doha
- Mathaf, Arab Museum of Modern Art
- Musée d’art islamique
- Musée national du Qatar

### Singapour
- ArtScience Museum
- Baba House
- Centre de l'héritage malais
- Galerie nationale de Singapour
- Musée d'art de Singapour
- Musée des civilisations asiatiques
- Musée national de Singapour
- Indian Heritage Centre

### Sri Lanka
- Musée national de Colombo
- Musée du Thé de Ceylan

### Syrie
- Musée national d'Alep
- Khan Assad Pacha à Damas
- Maktab Anbar à Damas
- Musée national de Damas
- Palais Azem (musée des arts et traditions populaires) à Damas
- Musée de Deir ez-Zor
- Palais Zahraoui (musée des arts et traditions populaires) à Homs

### Taïwan
- Musée du Bouddha de Fo Guang Shan
- Air Force Museum, Taiwan à Gangshan
- Musée national de l'histoire de Taïwan à Tainan
- Musée national du Palais à Taipei
- Musée national d'histoire à Taipei
- Musée d'Art contemporain de Taipei
- Musée national de Taïwan, à Taipei
- Musée Chimei, à Tainan
- National Museum of Marine Science and Technology, à Keelung
- Site archéologique de Beinan, à Taitung
- Musée du village de garnison de Taichung
- Musée national des beaux-arts de Taïwan, à Taichung

### Thaïlande
- Maison de Jim Thompson
- Musée d'Erawan, Bangkok
- Palais Suan Pakkad à Bangkok
- Musée national de Bangkok
- Musée national Somdet Phra Narai, palais de Phra Narai Ratchaniwet, à Lopburi
- Musée du préservatif, Nonthaburi
- Musée national de Phimai, Phimai
- Ancien Siam

### Turkménistan
- Musée national d'histoire d'Achgabat
- Musée national du tapis (Achgabat)

## Europe

### Vatican
- Musées du Vatican, dont Musée Pio-Clementino et Musée Pio Cristiano

## Océanie

### Fidji
- Fiji Museum (Suva)

### Île de Pâques
- Musée anthropologique Père-Sébastien-Englert (Hanga Roa)

### Îles Pitcairn
- Musée des Îles Pitcairn (Adamstown)

### Kiribati
- Te Umanibong (Tarawa-Sud)

### Papouasie-Nouvelle-Guinée
- Musée national de Papouasie-Nouvelle-Guinée (Port Moresby)
- Musée de la Guerre (Kokopo)

### Polynésie française
- Musée de Tahiti et des Îles (Punaauia)

### Samoa
- Musée des Samoa
- Musée EFKS de Le'auva'a

### Tonga
- Musée national des Tonga